# 14. huzarski polk (Avstro-Ogrska)
Za druge 14. polke glejte 14. polk.
14. huzarski polk je bil konjeniški polk k.u.k. Heera.

## Zgodovina
Polk je bil ustanovljen leta 1859. 

### Prva svetovna vojna
Polkovna narodnostna sestava leta 1914 je bila sledeča: 92% Madžarov in 8% drugih.
Polkovne enote so bile garnizirane v Nyíregyházi.

## Poveljniki polka
- 1865: Olivier Wallis auf Carighmain[3]
- 1879: Emil von Varga[4]
- 1908: Johann Kahler[5]
- 1914: Achatius Nagy de Peremarton[6]